# Ácido melísico
El ácido triacontanoico, llamado también, de forma no sistemática, ácido melísico, es un ácido carboxílico de cadena lineal con treinta átomos de carbono. La fórmula molecular es C30H60O2. Es soluble en cloroformo, disulfuro de carbono y metanol. En bioquímica es considerado un ácido graso, y se simboliza por C30:0. El ácido melísico recibe su nombre de la palabra griega melissa que significa abeja, ya que se encontró en la cera de abeja.

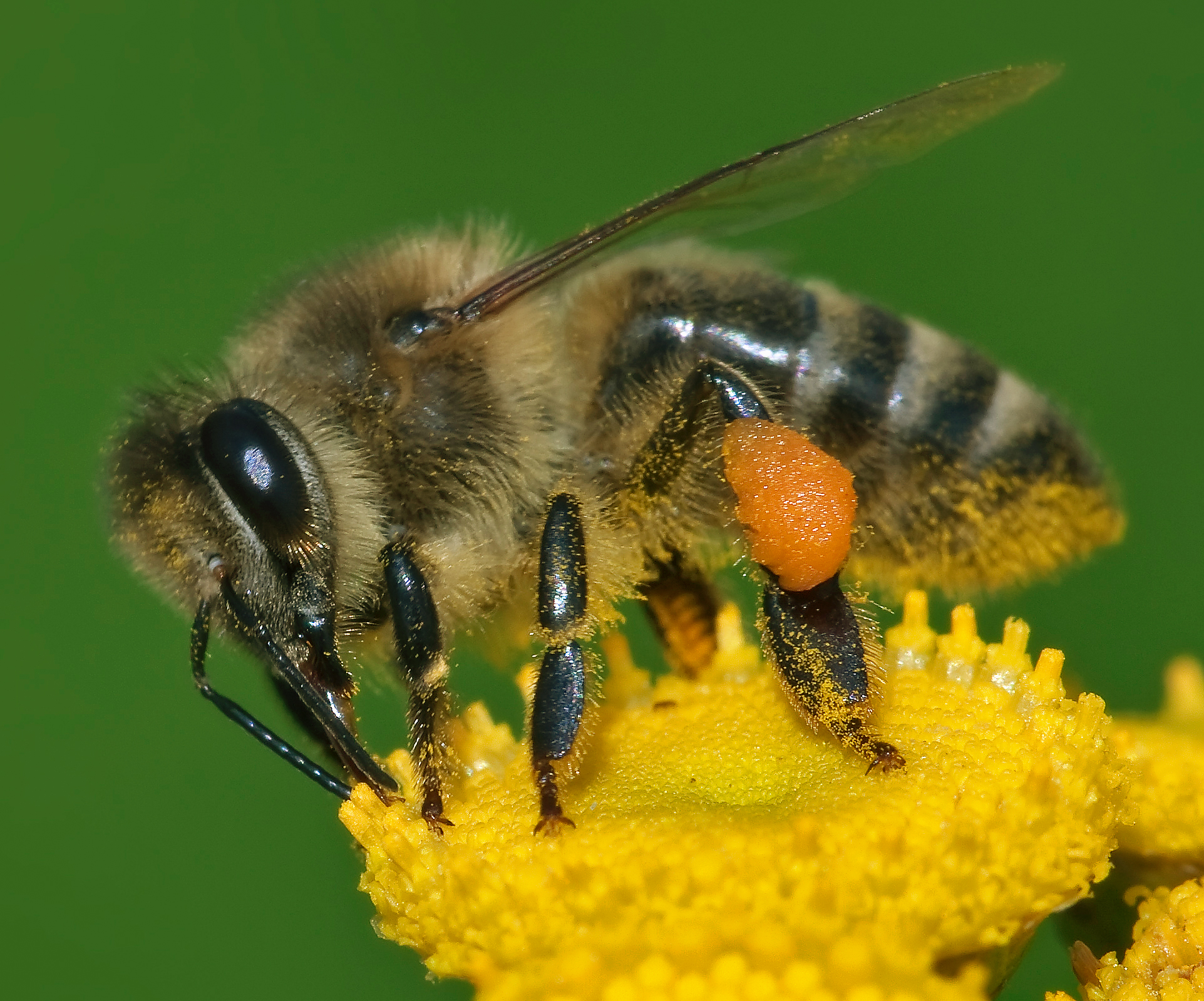
La cera de abeja (Apis mellifera) contiene ácido melísico

El ácido melísico se presenta junto con el ácido cerótico, un ácido graso de cadena más corta (C26:0) como cerina en la cera de abeja (14-15%). Allí se encuentra además de numerosos ésteres de ácidos de cadena larga y alcoholes en forma libre. También a partir de la planta de mariposa Desmodium laxiflorum, en el sudeste asiático. También se encuentra en la cera de lana y cera de carnaúba.